# 国家保密科技测评中心
国家保密科技测评中心，位于北京市海淀区交大东路甲56号，是国家保密局直属事业单位。

## 简介
2001年5月16日，国家保密局电磁泄漏发射防护产品检测中心正式成立并开展工作。2002年6月，国家保密局涉密信息系统安全保密测评中心正式成立并开展工作。两个中心受国家保密局领导和专家委员会技术指导。
1991年成立国家保密科学技术研究所，是中央保密委员会办公室暨国家保密局下属唯一的研究所。国家保密局涉密信息系统安全保密测评中心受国家保密局领导，挂靠在国家保密科学技术研究所，研究所所长任测评中心主任。
2011年经中央编办批准，在上述机构的基础上成立国家保密科技测评中心，为国家保密局直属事业单位。该测评中心主要负责有关检测评估工作，具体包括中央和国家机关涉密网络测评、安全保密产品检测、保密标准研制、涉密资质审查评估等。该测评中心还主办面向全国公开发行的《保密科学技术》杂志。
国家保密科技测评中心先后承担了国家“核高基”重大专项、国家科技支撑计划、国家863计划等项目和省部级科研项目。截至2012年8月，累计牵头或参与制定了国家保密标准31个，完成了涉密信息系统测评l50多个、安全保密产品检测2000多个，并初步建成了全国保密科技测评体系。 
国家保密科技测评中心在全国建成了数十个省（自治区、直辖市）测评分中心，以及重点行业和领域测评分中心：
地方分中心
- 国家保密科技测评中心（上海市）分中心
- 国家保密科技测评中心（苏州市）分中心[8]
- 国家保密科技测评中心（北京市）分中心
- 国家保密科技测评中心（四川省）分中心
- 国家保密科技测评中心（中国科学院）分中心
- 国家保密科技测评中心（西藏自治区）分中心
- 国家保密科技测评中心（河南省）分中心
- 国家保密科技测评中心（甘肃省）分中心
- 国家保密科技测评中心（浙江省）分中心
- 国家保密科技测评中心（黑龙江省）分中心
- 国家保密科技测评中心（河北省）分中心
- 国家保密科技测评中心（湖北省）分中心
- 国家保密科技测评中心（辽宁省）分中心
- 国家保密科技测评中心（广西壮族自治区）分中心
- 国家保密科技测评中心（重庆市）分中心
- 国家保密科技测评中心（江苏省）分中心
- 国家保密科技测评中心（天津市）分中心
- 国家保密科技测评中心（陕西省）分中心
- 国家保密科技测评中心（青海省）分中心
- 国家保密科技测评中心（宁夏回族自治区）分中心
- 国家保密科技测评中心（广东省）分中心
- 国家保密科技测评中心（深圳市）分中心
- 国家保密科技测评中心（福建省）分中心
- 国家保密科技测评中心（广州市）分中心
- 国家保密科技测评中心（新疆维吾尔自治区）分中心
- 国家保密科技测评中心（新疆生产建设兵团）分中心
- 国家保密科技测评中心（山西省）分中心
- 国家保密科技测评中心（江西省）分中心
- 国家保密科技测评中心（山东省）分中心
- 国家保密科技测评中心（青岛市）分中心
- 国家保密科技测评中心（吉林省）分中心
- 国家保密科技测评中心（安徽省）分中心
- 国家保密科技测评中心（内蒙古自治区）分中心
- 国家保密科技测评中心（云南省）分中心
- 国家保密科技测评中心（贵州省）分中心
- 国家保密科技测评中心（海南省）分中心
- 国家保密科技测评中心（湖南省）分中心

部委行业分中心
- 国家保密科技测评中心（工业和信息化部）分中心
- 国家保密科技测评中心（海关总署）分中心
- 国家保密科技测评中心（中国工程物理研究院）分中心
- 国家保密科技测评中心（中国航空工业集团公司）分中心
- 国家保密科技测评中心（中国电子科技集团公司）分中心
- 国家保密科技测评中心（中国航天科工集团公司）分中心
- 国家保密科技测评中心（中国航天科技集团公司）分中心
- 国家保密科技测评中心（国防科工局）分中心
- 国家保密科技测评中心（中国船舶工业集团公司）分中心
- 国家保密科技测评中心（中国核工业集团公司）分中心
- 国家保密科技测评中心（中国兵器工业集团公司）分中心
- 国家保密科技测评中心（中国船舶重工集团公司）分中心
- 国家保密科技测评中心（中国科学院）分中心[9]

## 历任领导
| 主任 - 朱宜兵（？—） | 副主任 - 谭辉（？—？） - 孔斌（？—？） |